# Snow Petrel Peak
Der Snow Petrel Peak (englisch für Schneesturmvogelspitze) ist ein felsiger und spitzer Berg im ostantarktischen Viktorialand. An der Scott-Küste markiert er das östliche Ende des Mason Spur in der Royal Society Range.
Der Name des Bergs ist erstmals auf einer skizzierten Landkarte der US-amerikanischen Geologin Anne Wright-Grassham verzeichnet, die von 1983 bis 1984 als Teilnehmerin einer Mannschaft vom New Mexico Institute of Mining and Technology am Mason Spur tätig war. Namensgebend war ein Schneesturmvogelpaar, das die Mannschaft hier im November 1983 beobachtet und das vermutlich auch hier gebrütet hatte.